# Gustav Slanec
Gustav Slanec (* 20. Mai 1913 in Wien; † 18. Juni 1974) war ein österreichischer Eisschnellläufer.
Slanec, der für den Wiener Eislauf-Verein startete, wurde im Jahr 1935 bei der österreichischen Meisterschaft Vierter und lief bei den Olympischen Winterspielen 1936 in Garmisch-Partenkirchen auf den 24. Platz über 500 Meter. In den folgenden Jahren errang er bei der österreichischen Meisterschaft 1937 den sechsten Platz und 1938 den vierten Platz. Bei der deutschen Meisterschaft 1939 kam er auf den fünften Platz und im folgenden Jahr auf den neunten Rang. Nach dem Zweiten Weltkrieg wurde er in den Jahren 1947 und 1948 jeweils Zweiter bei der österreichischen Meisterschaft und belegte er bei den Olympischen Winterspielen 1948 in St. Moritz den 40. Platz über 1500 Meter und den 37. Rang über 500 Meter.

## Persönliche Bestleistungen
| Disziplin | Zeit        | Datum            | Ort        |
| --------- | ----------- | ---------------- | ---------- |
| 500 m     | 44,8 s      | 2. Februar 1935  | Davos      |
| 1000 m    | 1:41,4 min  | 12. Februar 1931 | Wien       |
| 1500 m    | 2:28,0 min  | 2. Februar 1935  | Davos      |
| 5000 m    | 9:15,8 min  | 2. Februar 1935  | Davos      |
| 10.000 m  | 20:25,0 min | 24. Januar 1937  | Klagenfurt |